# 堀江政生
堀江 政生（ほりえ まさお、1963年6月1日 - ）は、朝日放送テレビ（ABCテレビ）のアナウンサー。2024年3月31日付でABCの正社員定年（60歳）を迎えたが、翌4月1日以降も「シニアアナウンサー」（嘱託契約のアナウンサー）として在籍している。

## 略歴
東京都武蔵野市で出生後に、東京都小金井市と神奈川県鎌倉市に在住。神奈川県立七里ガ浜高等学校を経て、明治学院大学法学部法律学科を卒業後の1989年に、25歳で朝日放送（当時）にアナウンサーとして入社した。ちなみに、実父はTBS（現在のTBSテレビ）の元局員で、在籍中には総務やネットワーク関連の部門へ勤務していた。
朝日放送への入社後は、長らく夕方のニュース番組に出演。2002年4月から1年間、『ANNスーパーJチャンネル』（テレビ朝日が制作していた全国向けニュース番組）週末版（土・日曜）のキャスターを務めた。テレビ朝日が制作するANN全国ニュース番組のメインキャスターを朝日放送のアナウンサーが任された事例は、前番組『ステーションEYE』の週末版を1993年4月から担当していた村田好夫が、1995年3月で降板して以来7年振りであった。
朝日放送テレビが関西ローカル向けに制作していた番組でも、『ABC NEWSゆう』などのサブキャスターを経て、2004年4月から半年間『NEWSゆう』のメインキャスターを担当。同年10月から2009年3月までは、平日の報道・情報番組『ムーブ!』のメインキャスターを務めた。
『ムーブ!』終了後の2009年6月からは、朝日放送と朝日新聞社による人事交流の一環で、朝日新聞社東京本社編集局政治グループへ記者として出向。朝日放送の生放送番組で電話リポートを入れたり、朝日新聞主催のフォーラムで司会を務めたりするなど、アナウンサーの経歴を生かした活動も続けていた。
2010年7月末に出向期間が満了したため、同年8月1日付で朝日放送に復帰。復帰後は、アナウンサーと報道記者を兼務している。その一方で、朝日放送ラジオで2011年のナイターオフ期間に『おっちゃんラジオ』木・金曜日のパーソナリティを務めたことを機に、ラジオパーソナリティとして『堀江政生のほりナビ!!』などの冠番組を担当している。
朝日放送におけるテレビ・ラジオ放送部門の分社化に伴って、2018年4月1日からは、朝日放送テレビに所属しながら朝日放送ラジオ（ABCラジオ）制作の番組にも引き続き出演。7月9日（月曜日）から8月31日（金曜日）までは、髄膜腫の放射線治療で休養していた先輩アナウンサーの道上洋三に代わって、『おはようパーソナリティ道上洋三です』（『おはパソ』）のパーソナリティを務めた。
朝日放送の分社化に伴う朝日放送テレビへの自動転籍後は、他のアナウンサーの勤務を管理するデスク業務にも携わっている。もっとも、『おはパソ』以外でも、朝日放送ラジオの生ワイド番組でメインパーソナリティが休演した場合には、スタッフからの要請でパーソナリティ代理を任されることが多い。その一方で、金曜日には2020年4月から2020年9月まで『おはようコールABC』（ABCテレビ）、土曜日には2017年10月から『感度良好!中野涼子です』（ABCラジオ）、火曜日には2020年10月6日から『おはよう朝日です』（ABCテレビ）の第1部でニュースコメンテーターの役割も担っている。
なお、2020年8月3日（月曜日）・4日（火曜日）・6日（木曜日）には、『キャスト』（『ムーブ!』の2代後の報道・情報番組）のメインキャスターを急遽担当した。澤田有也佳（同番組でサブキャスターを務める後輩アナウンサー）に新型コロナウイルスへの感染が同月1日に確認されたことから、澤田と直前（7月下旬）に共演していたレギュラー番組の関係者（『ムーブ!』で堀江と共演していたメインキャスターの上田剛彦など）にPCR検査を受診させる方針を朝日放送テレビが決めたことによる暫定措置で、当初は上田の陰性が完全に確認されるまで月・火・木曜日の代演を予定していた（水・金曜日には初代メインキャスターの伊藤史隆が代演）。しかし、上田が陰性の確認を経て7日（金曜日）放送分から復帰することが決まったため、実際の代演期間は1週間（3日間）にとどまった。ちなみに、翌週と翌々週の平日（8月10日 - 14日・17日 - 21日）には、道上の夏季休暇と当初の予定に伴って『おはパソ』のパーソナリティ代理を務めている。
『おはパソ』では、2021年にも道上の夏季休暇期間中（8月9日 - 21日）にパーソナリティ代理を担当。道上が9月11日に脳梗塞の発症によって急遽入院したことに伴って、翌週（13日放送分）から他のアナウンサーと交互に再び代演していた。自身の代演は9月21日（火曜日）放送分までの5回に限られたものの、道上に復帰の目途が立たないまま『おはようパーソナリティ道上洋三です』としての放送を2022年3月25日で終了することが決まったため、「番組45周年記念のテーマソング」として2021年の初頭から制作されていた『虹へ』の歌唱レコーディング（2022年3月8日）にも参加した。
2023年の誕生日で朝日放送グループの定年（60歳）へ到達したが、定年までの数年間は、アナウンス職と並行しながら報道記者としての活動を再開していた。グループの内規に沿って、2024年3月31日付で朝日放送テレビを定年退職。ただし、実際には翌4月1日以降も、嘱託扱いの「シニアアナウンサー」として同局に勤務している。

## 人物
学生時代からの阪神タイガースファンで、朝日放送への入社を機に看護師と結婚。チェロ奏者・堀江牧生（1990年生）の実父でもある。その後に授かった二男・恵太（1992年生）はヴァイオリン奏者（2023年4月より関西フィルハーモニー管弦楽団アソシエイト・コンサートマスター）、長女・詩葉（ことは＝1997年生）はピアノ奏者。「堀江トリオ」と称して、三兄妹でコンサートを開くこともある。2020年5月23日からは、『堀江トリオのYouTubeラジオ～土曜の夜はおうちでクラシック～』（「堀江トリオ」名義でYouTube上に開設したアカウントから毎週土曜日の20:00に配信される動画コンテンツ）でも共演中。
ABC主催のクラシック・ファミリーコンサートなどで司会を務めるほど、クラシック音楽に精通。「堀江政生のフォルティシモでいこう!!」ではクラシック音楽のリクエスト・解説コーナーを設けた。2013年4月7日からは、『堀江政生のザ・シンフォニーホールアワー』（朝日放送ラジオ）のパーソナリティも務めている。なお阪神タイガースファンであるため、マーラーの交響曲第1番を「巨人」と呼称することに抵抗感を示す。
朝日新聞社への出向時代は、麻生太郎・鳩山由紀夫両首相の番記者として、第45回衆議院議員総選挙期間中の麻生の遊説や行政刷新会議による事業仕分け（2009年11月）を連日取材。2010年1月から出向期間が満了するまでは、野党担当の記者として、主に自民党と共産党の動向を追っていた。
大学時代には、劇団で活動していた時期があった。朝日放送への復帰後は、ラジオのレギュラー番組で放送されるラジオドラマの脚本を執筆したり、複数の役柄を声で演じ分けたりしている。
プライベートでは、30代で大型自動二輪車運転免許を取得したことを機に、オートバイによるツーリングへ興じている。また、学生時代からのボウリング好きが高じて、朝日放送入社後の2016年から5年間にわたって『パーフェクトボウリング』（グループ会社のスカイAで放送）の実況に携わっていた。

## 出演番組
報道・情報番組
| 期間       | 期間      | 番組名              | 役職                                               | 備考                                                               |
| ---------- | --------- | ------------------- | -------------------------------------------------- | ------------------------------------------------------------------ |
| 1992年4月  | 1993年3月 | Oh!天気             | 進行キャスター                                     |                                                                    |
| 1993年4月  | 1994年3月 | ABC News Report     | 水～金曜日メインキャスター                         |                                                                    |
| 1994年4月  | 1997年3月 | ABC News Report     | 木・金曜日メインキャスター                         | 木曜日は『ワイドABCDE～す』の後半部分として放送                    |
| 1997年4月  | 1999年9月 | ワイドABCDE〜す     | ニュース担当キャスター                             |                                                                    |
| 1999年10月 | 2000年9月 | ワイド630           | 水～金曜日ニュース担当キャスター                   |                                                                    |
| 2000年10月 | 2002年3月 | ABC NEWSゆう        | 全曜日サブキャスター                               |                                                                    |
| 2002年4月  | 2004年3月 | ABC NEWSゆう        | 月～水曜日サブキャスター                           |                                                                    |
| 2002年4月  | 2003年3月 | スーパーJチャンネル | 週末のテレビ朝日制作全国ネット・関東ローカルパート | いずれもメインキャスターとして出演、番組担当に伴い東京と大阪を往復 |
| 2004年4月  | 2004年9月 | ABC NEWSゆう        | 月～木曜日メインキャスター                         |                                                                    |
| 2004年10月 | 2009年3月 | ムーブ!             | 進行司会                                           |                                                                    |
| 2010年9月  | 2011年9月 | NEWSゆう+           | 『堀江政生のドク断!』担当                          |                                                                    |
| 2011年10月 | 2022年3月 | キャスト            | ニュース・報道系特集のナレーター担当               | 2020年の8月第2週のみ月・火・木曜日にメインキャスター代理として出演 |
| 2020年4月  | 2020年9月 | おはようコールABC   | 隔週金曜日ニュースコメンテーター                   |                                                                    |
| 2020年10月 | 現在      | おはよう朝日です    | 第1部でのニュースコメンテーター                    | 2022年3月までは火曜日担当、同年4月からは月曜日担当                 |

その他
- 阪神・淡路大震災20年特別番組 エール1.17 警鐘×継承（2015年1月17日）
- パーフェクトボウリング（スカイA、2016年から2021年まで実況を担当）

ラジオ番組
- サタデーアイ
- よもやま歌謡曲
- おはようパーソナリティ道上洋三です
  - 2018年12月までは、シフト勤務の一環で、番組内の『ABCニュース』のみ担当。1997年・1998年と2018年以降は、道上の夏季休暇中を中心にパーソナリティ代理を務めていた。2021年4月以降の火曜日に代演する場合には、5時台に編成されている『おはよう朝日です』第1部に続いて6:30から出演。
- 全力投球!!妹尾和夫です（『ニュース一直線』コーナー）
- 武田和歌子のぴたっと。 - 朝日新聞への出向期間中に、不定期で電話出演。朝日放送の復帰後は、後輩アナウンサーの武田和歌子をはじめ、レギュラー出演者が休演した際に代理で出演していた。
- パーソナリティ秋の交流戦ファーストステージ　もうすぐおっちゃんラジオ!（2011年10月26日）
- 堀江政生のフォルティシモでいこう!!（2011年度のナイターオフ番組）
- 新春スーパーワイド 堀江政生のたつ年ワッショイ!（2012年1月1日の特別番組）
- 堀江政生のほりほりラジオ（2012年4月6日）
- 堀江政生のほりナビ!!（2012年10月 - 2017年3月） - 2016年度のナイターオフ期間には、『堀江政生のほりXナビ』（ほりえまさおのほりなびくろす）というタイトルで放送。
- 堀江政生のちょびっと（2014年4月2日 - 2015年9月30日）- 『堀江政生のほりナビ!!』からの派生番組。2015年10月以降はABCアナウンサーが週替わりで出演。
- 桑原征平粋も甘いも（2014年11月19日） - 『堀江政生のほりナビ!!』でナイターオフ期間に火曜アシスタントを務めていた宇田満里子が、水曜14時台の「私の通信簿」へゲストで出演した際に途中から参加。
- 柴田博のほたるまち旅行社（2018年6月30日） - パーソナリティで後輩アナウンサーの柴田博が急病でスタジオ収録に参加できなくなったことから、柴田の代役として急遽パーソナリティを担当。前週（6月23日）の放送でも、「アナの穴場」（柴田の同僚アナウンサーが旅の穴場を紹介するコーナー）のプレゼンターとして、鈴鹿サーキットを自分のオートバイで特別に走行した体験を紹介していた。
- 征平・吉弥の土曜も全開!!（2020年1月11日） - パーソナリティの1人である桑原征平がインフルエンザに感染したことを受けて、当日に『感度良好!中野涼子です』内のコーナー出演（前述）と宿直勤務を控えていたにもかかわらず、パーソナリティ代理を急遽担当。
- 堀江政生のザ・シンフォニーホールアワー（2013年4月7日 - ）
- ドッキリ!ハッキリ!三代澤康司です - 朝日新聞への出向期間中に、不定期で電話出演。朝日放送復帰後は、三代澤の休演時にパーソナリティ代理を担当する。
- 感度良好!中野涼子です （2017年10月7日 - ）- 冠コーナーの「政生's クラシック」（16時台）に出演。番組開始から2020年10月までは、「週刊!堀江政生」→「堀江政生の気になる話題」（14時台前半）も担当していた。2018年以降の夏季にも、『おはようパーソナリティ道上洋三です』のパーソナリティ代理と並行しながら出演を継続。
- ABCニュース（不定期で担当） - 朝日新聞への出向前に、一時「ニュースデスク」として出演。2016年度までのプロ野球シーズン中には『堀江政生のほりナビ!!』内、2017年10月から2020年10月までは『感度良好!中野涼子です』内のニュースを定期的に担当していた。